# Stephen Crane
Stephen Crane (født 1. november 1871, død 5. juni 1900) var en amerikansk forfatter.
Han er bedst kendt for sin roman om den amerikanske borgerkrig, The Red Badge of Courage.

### Romaner
- Maggie: A Girl of the Streets (1893)
- The Red Badge of Courage (1895, Modets røde kokarde)
- George's Mother (1896)
- The Third Violet (1896)

### Noveller
- The Open Boat (1897)
- The Blue Hotel
- The Monster
- The Bride Comes to Yellow Sky

### Digtsamlinger
- The Black Riders and Other Lines (1895)
- War is Kind (1899)